# Влазовичи (Псковская область)
Влазовичи — деревня в Себежском районе Псковской области России. Входит в состав Максютинской волости Себежского района.
Расположена в 15 км к северо-западу от посёлка Идрица.
Численность населения составляет 21 житель (2000 год)